# Anthurium fraseri
Anthurium fraseri är en kallaväxtart som beskrevs av Adolf Engler. Anthurium fraseri ingår i släktet Anthurium och familjen kallaväxter. Inga underarter finns listade.